# Qsarnaba
Qsarnaba, auch Ksarnaba; ist ein Dorf am Westrand der Bekaa-Ebene im Libanon. In der Ortsmitte liegen die mäßig gut erhaltenen Reste eines römischen Tempels.

## Lage
Qsarnaba gehört zum Distrikt Baalbek im Gouvernement Baalbek-Hermel. Der Ort liegt auf 1190 Meter Höhe in einer Talmulde am Osthang des Dschebel Sannin, der höchsten Erhebung des südlichen Libanongebirges. Das Bergmassiv fällt in runden Hügelkämmen, die durch zerlappte Seitentäler voneinander getrennt sind, zur Bekaa-Ebene hinab. Die in den Tälern liegenden Ortschaften sind nur über Stichstraßen von der Ebene aus erreichbar. Auf ähnlicher Höhe im südlichen Nachbartal liegt Temnine el-Faouqa, wo ein römisches Quellheiligtum erhalten ist, im übernächsten Tal Niha. Dort und weiter oben im selben Tal in Hosn Niha stehen Tempelruinen aus römischer Zeit.
Die Entfernung von Beirut beträgt 64 Kilometer. Von Zahlé führt eine Nebenstraße, die beim Dorf Ableh abzweigt, neun Kilometer nach Nordosten Richtung Baalbek und weitere 2,5 Kilometer flach ansteigend durch ein Gebiet mit Weintrauben in die Berge zum Ort.

## Ortsbild

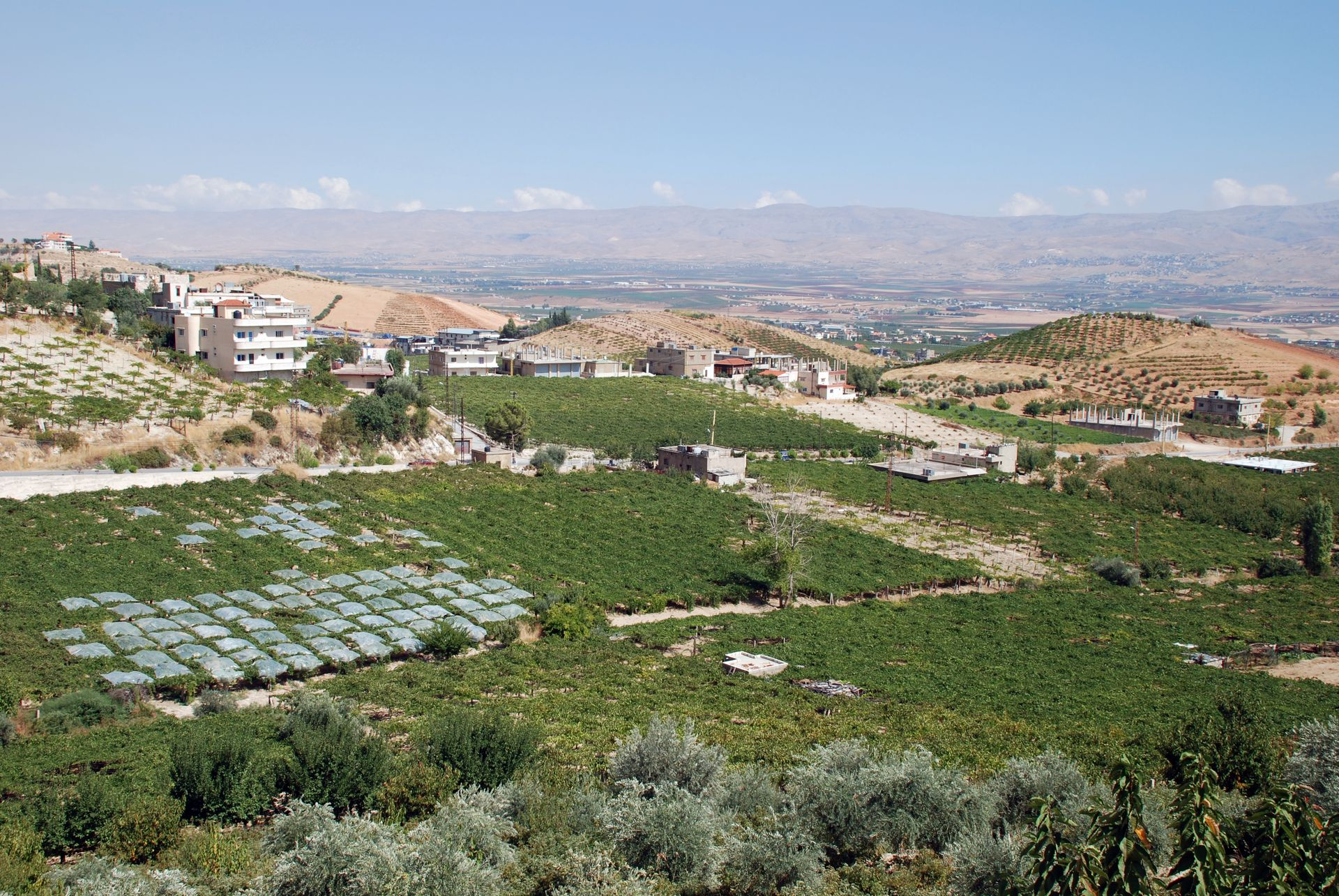
Weintrauben und Ortserweiterung nach Westen. Im Hintergrund die Bekaa-Ebene

Das Gemeindegebiet ist 6,5 Quadratkilometer groß. 2007 wurde die Zahl der permanent im Dorf lebenden Einwohner auf 2655 geschätzt. Bei den Kommunalwahlen 2004 waren 3827 Wähler registriert, bei den Wahlen 2016 gab es 2731 registrierte Wähler. Es gibt Arbeitsmigranten, die in den Städten leben, aber in ihrem Heimatort wahlberechtigt sind. Das überwiegend schiitische Dorf wird von lokalen Mitgliedern der Hisbollah kontrolliert.
Das kompakte Zentrum mit der Moschee orientiert sich im Kreis um den römischen Tempel. Es gibt eine öffentliche, drei private Schulen und zwei bis drei kleine Lebensmittelläden. Das Dorf wächst ungeplant mit in den Hügeln unterhalb weit verstreuten zweigeschossigen Neubauten.
Qsarnaba ist für die Herstellung von Rosenwasser (ma’wared) bekannt. Die Rosenblüten werden Mitte April bis Ende Mai gepflückt. Die Blüten werden im Verarbeitungsbetrieb mit der dreifachen Menge Wasser versetzt. Bei der Destillation sammelt sich die Essenz als klare Flüssigkeit. Dieses nach traditionellem Verfahren gewonnene Rosenwasser wird als Aromastoff für Süßspeisen verwendet. In Hausgärten und bis in höhere Lagen auf terrassierten Plantagen werden außerdem Mandel-, Pfirsich-,  Apfel- und Feigenbäume angepflanzt.

## Römischer Tempel

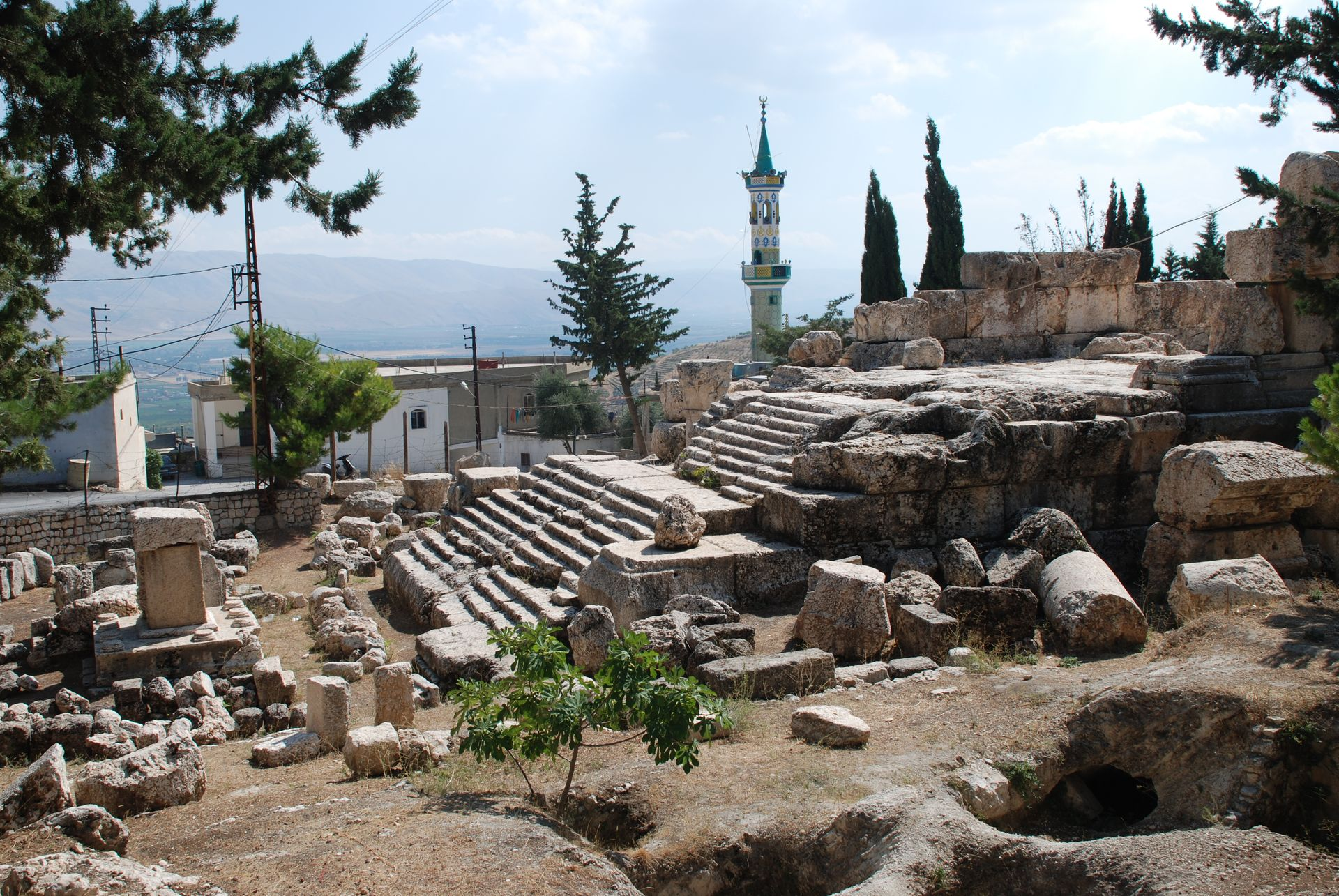
Nordseite des Tempels und Minarett in der Ortsmitte

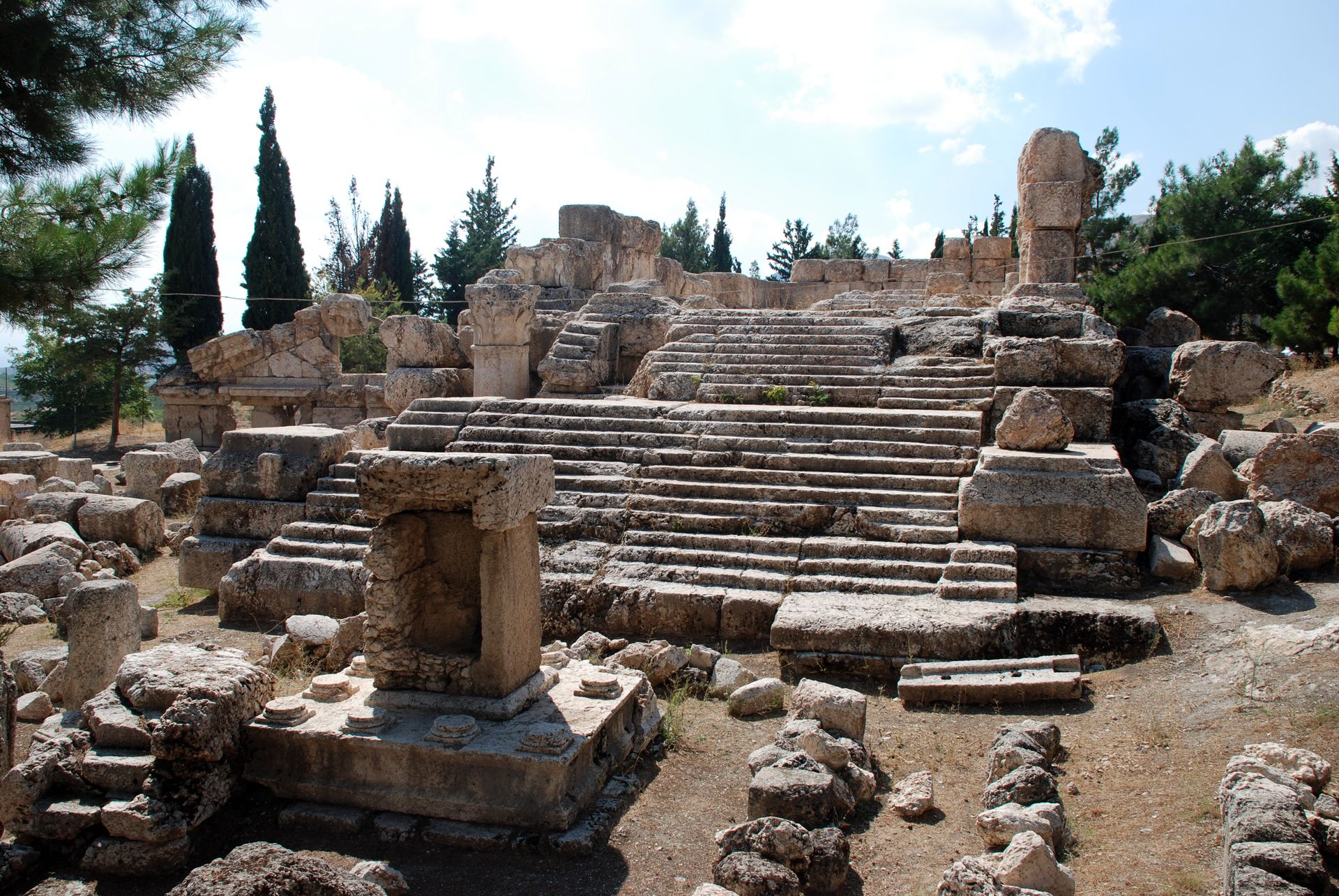
Tempel und Altar von Osten. Links hinten der aufgestellte Giebel

Seit der Mitte des 2. Jahrhunderts bauten die Römer im Umkreis des Tempelbezirks von Heliopolis, dem heutigen Baalbek, am Rand der Bekaa viele kleine Tempel und sonstige Heiligtümer. Sie waren Pilgerziele für die Einwohner der großen Städte an der Küste. Eine der römischen Prozessionsstraßen führte – teilweise aus dem Fels gehauen – von hier direkt zu den Bergtempeln von Hosn Niha. 
Der Prostylos-Tempel von Qsarnaba mit dem Eingang an der Ostseite stand auf einem hohen Podium, das über eine breite Freitreppe mit über 20 Stufen erreicht wurde. Die Mauern des Podiums waren nach Osten vorgezogen und bildeten einen seitlichen Abschluss der Treppe. Die mächtigen Kalksteinquader der ehemaligen Cella-Wand, die auf dem Gelände verteilt liegen, sind teilweise bis zur Unförmigkeit verwittert. 1974 war die erste Phase der Restaurierung abgeschlossen, bei der bis zu drei Reihen der Tempelmauern wiederaufgestellt werden konnten. Im mittleren Bereich der Cella ist der Stufensockel eines erhöhten Kultplatzes zu sehen. Ein gesonderter Opferaltar steht außerhalb im Osten am Fuß des Treppenaufgangs. Er wurde in einer weiteren Restaurierungsphase nach 1993 aus Teilen zusammengesetzt und ergänzt. Die Säulen der Vorhalle waren von korinthischen Kapitellen bekrönt. 
Einzelne Teile des Giebeldreiecks wurden in der ursprünglichen Form zusammengefügt und als Ganzes neben dem Tempel ebenerdig aufgestellt. Im oberen Gesims ist an der Spitze des Giebels eine eingemeißelte Reliefbüste erhalten. Sie zeigt den bärtigen Kopf eines Mannes, der vermutlich den Stifter des Bauwerkes abbildet.